# Conium
Conium là chi thực vật có hoa trong họ Apiaceae.

## Các loài
- Conium chaerophylloides (Thunb.) Sond.
- Conium maculatum L.
- Conium fontanum Hilliard & B.L.Burtt
- Conium sphaerocarpum Hilliard & B.L.Burtt

## Hình ảnh

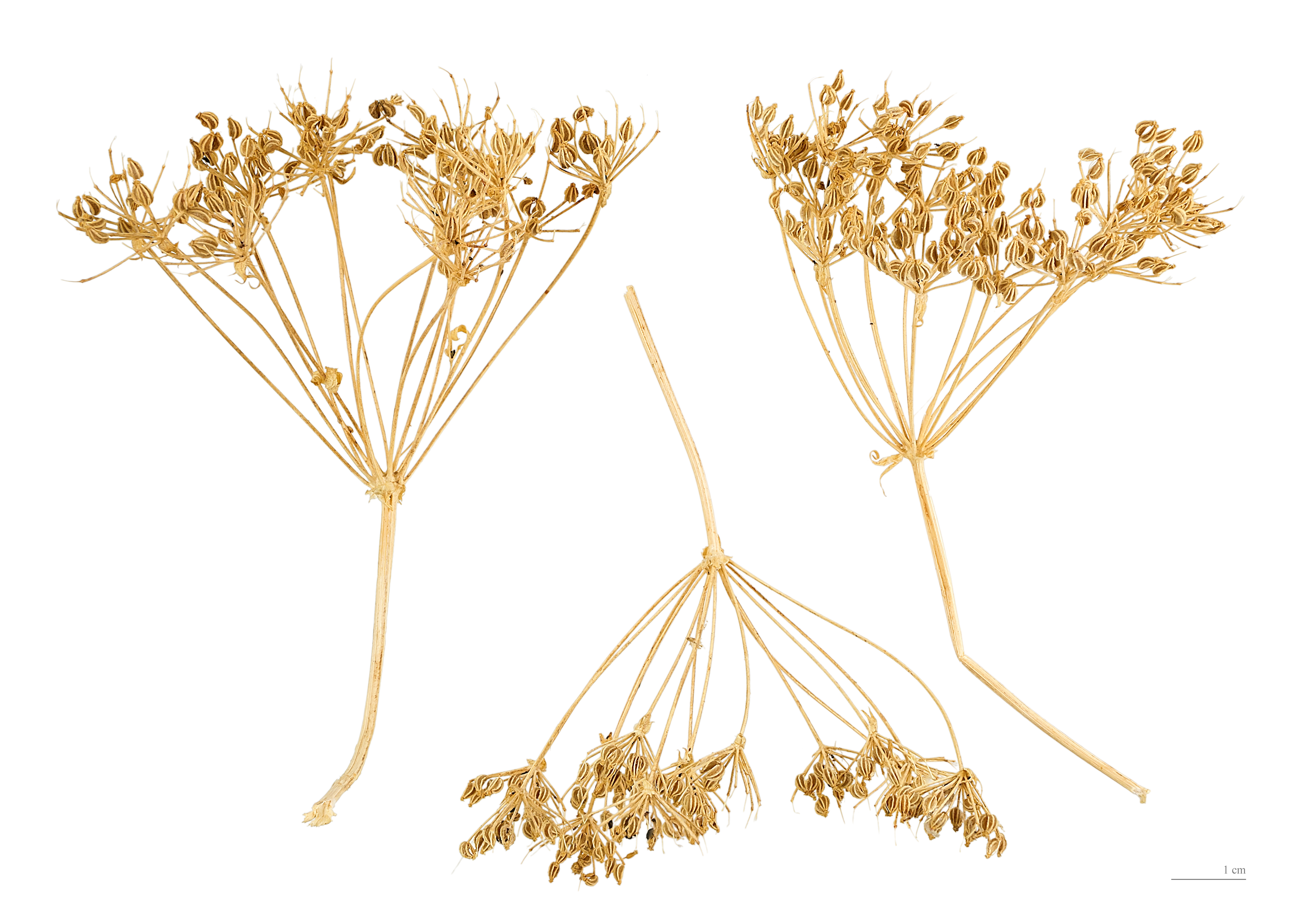
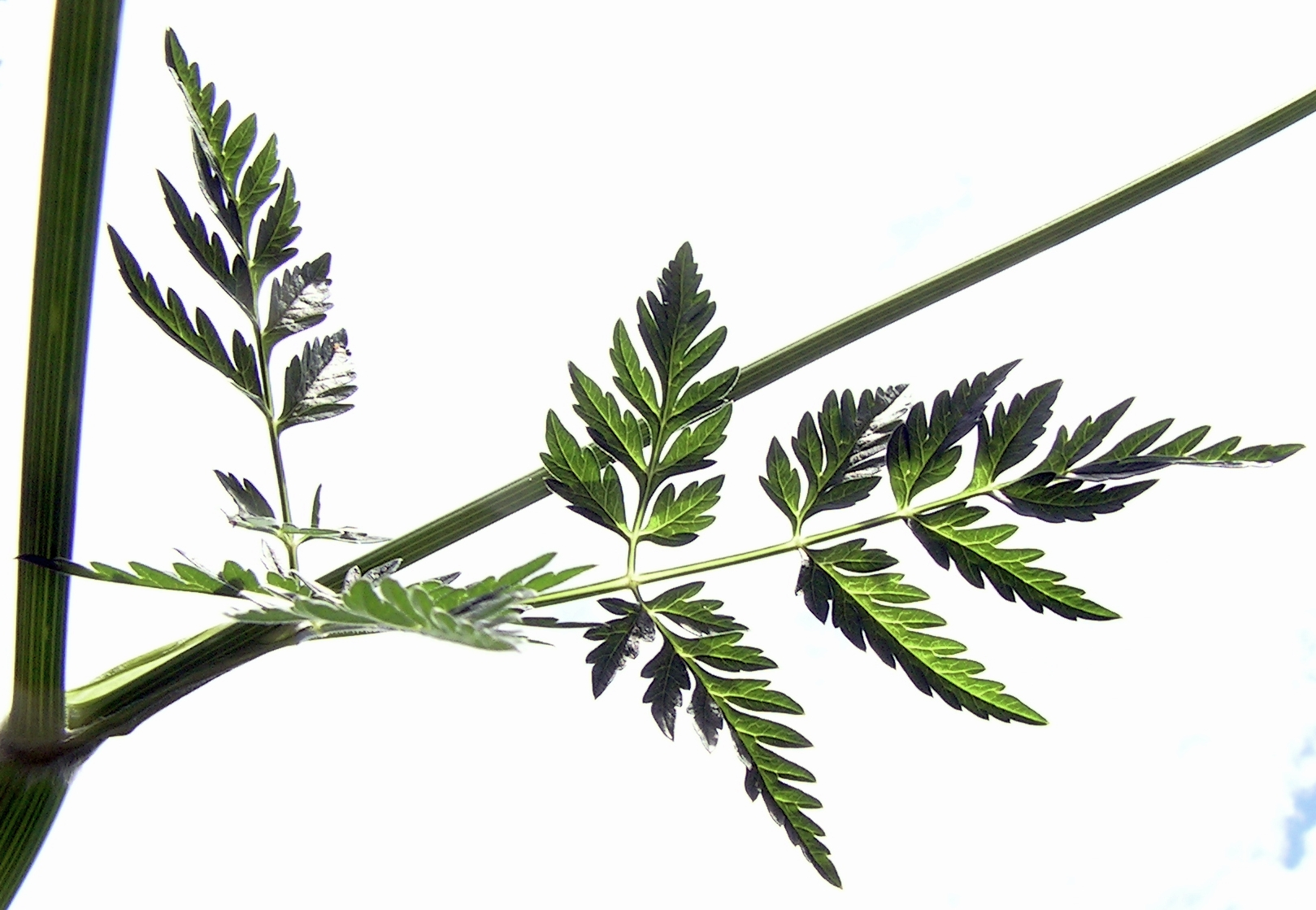
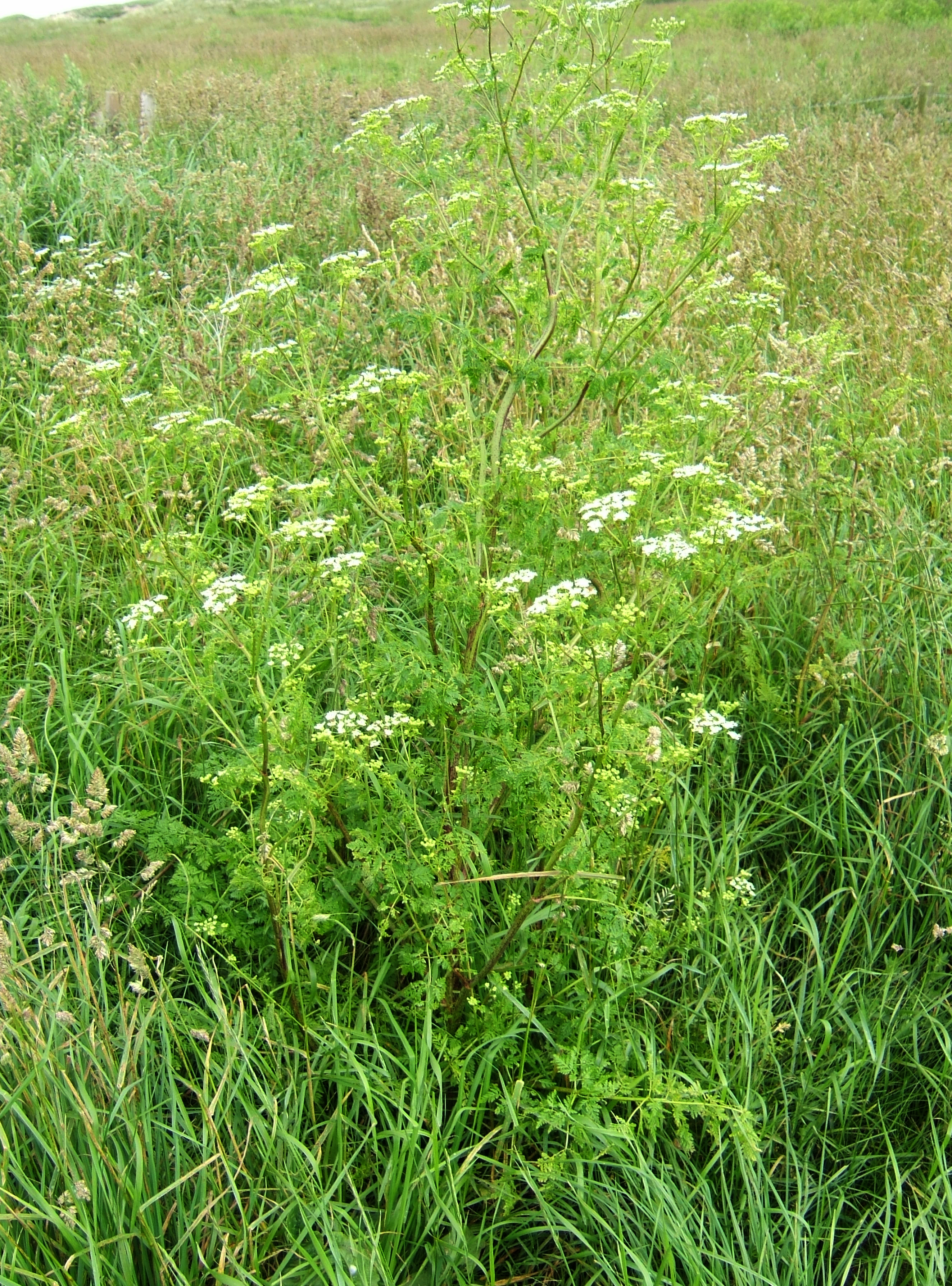
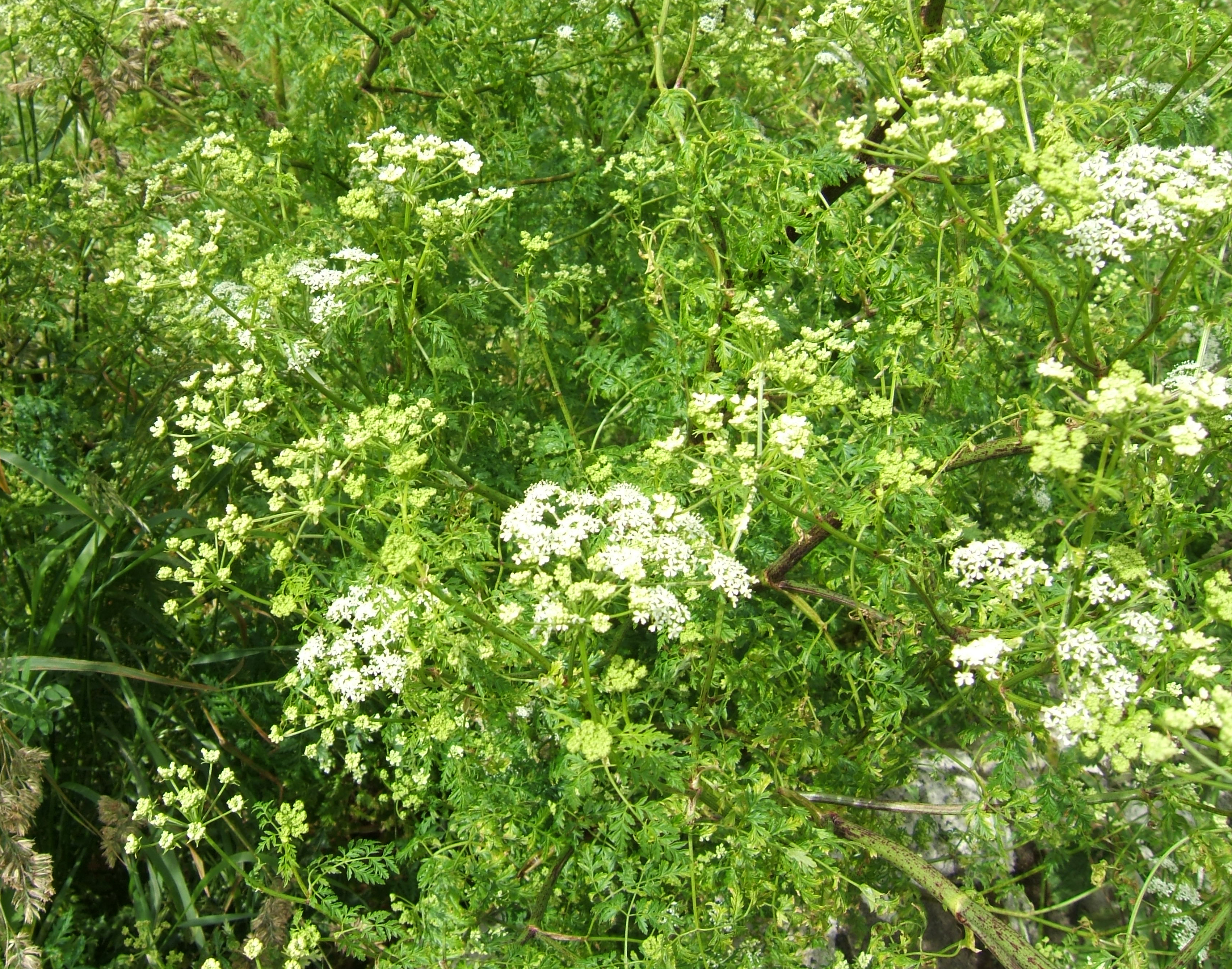